# Schlich (Erz)
Schlich, auch schliech oder schlieg, ist ein veralteter Ausdruck aus dem Hüttenwesen für feinkörnige Mineral- oder Erzkonzentrate.
Die aufzubereitenden Erze wurden zunächst in Pochwerken zerkleinert (gepocht) und anschließend in Erzwäschereien (oder gleich in entsprechenden Nasspochwerken) für die Weiterverarbeitung in Hüttenwerken angereichert und gereinigt.